# ラスピニャス
ラスピニャス（タガログ語: Lungsod ng Las Piñas）は、フィリピンのマニラ首都圏にある都市である。北西部でマニラ湾、南東部でカヴィテ州と接する。
同市にあるラスピニャス教会は、世界で唯一竹で作られたパイプオルガンがあることで知られている。
北隣のパラニャーケとの境界線付近のマニラ湾内の2つの島はカラシラサギ、セイタカシギなどの渡り鳥およびアカノドカルガモなどの留鳥の生息地で、2013年にラムサール条約登録地となった。

## 姉妹都市
- パラニャーケ （フィリピン マニラ首都圏）
- ウファ（ロシア バシコルトスタン共和国）
- ソチ（ロシア クラスノダール地方）